# کوژنیچکا (استان اوپوله)
کوژنیچکا (به لهستانی: Kuźniczka) یک منطقهٔ مسکونی در لهستان است که در گمینا پراشکا واقع شده‌است.